# 大西芳雄
大西 芳雄（おおにし よしお、1909年（明治42年）8月28日 - 1975年（昭和50年）3月4日）は、日本の憲法学者。京都帝国大学法学部教授・立命館大学教授を経て、立命館大学名誉教授。妻は藤井行徳の娘。

## 来歴
来歴は以下の通り
- 1929年（昭和 4年） - 第三高等学校文科甲類を卒業。
- 1932年（昭和 7年） - 京都帝国大学を卒業。
- 1935年（昭和 10年） - 京都帝国大学法学部講師
- 1936年（昭和11年） - 京都帝国大学助教授
- 1943年（昭和18年） - 京都帝国大学教授
- 1947年（昭和22年） - 京都大学を教職追放により退官[3]。同年弁護士登録。
- 1951年（昭和26年） - 立命館大学教授
- 1953年（昭和28年） - 京都大学 法学博士[4]。
- 1975年（昭和50年） - 3月4日逝去。立命館大学名誉教授。叙正五位、勲三等旭日中綬章追贈。

## 人物
京大憲法学・国法学の正系とされる森口繁治に師事。1940年から1947年まで京都大学の憲法学講座を担当した(40年から43年までは黒田覚と分担。帝国憲法第一章、同第二章を黒田覚が担当。大西芳雄の担当は第三章以下。)。
戦後、同僚の教授が大西の著作を地方軍政部に投書したことが端緒となり、戦中の著作である『国家と法律学』の記述内容を問題視され、国家主義者として佐伯千仭と共に教職追放処分を受ける。教職追放後は弁護士として活動し、1951年の教職追放解除後は立命館大学教授に就任した(佐伯千仭も同年教職追放解除後に立命館大学教授に就任)。
大西の学風は「概念法学、法実証主義に対する批判的見地に立って、実定法の基礎にあるものに関心を向け、比較法的研究等を通じて、憲法の根底にある原理や憲法上の諸制度の理論的・機能的基盤を究明しようとした」ものであり、「佐々木に代表される京大公法学の学風とは異なる、もう1つの学風を象徴している」とされる。最初の業績である「常設委員会制度」は、旧来の帝国憲法下の制度と異なり日本国憲法下では国会法によって常設委員会中心主義がとられたため、唯一の先駆的業績として高く評価された。
大西は、日本国憲法の基本的性格を的確にあらわすには「民主主義」という言葉は不適当である、とする。日本国憲法の原理として挙げられる「民主主義」は、正確には国民主権の原理と自由主義の原理と2つに分けて表現されるべきであり、これらは衝突・矛盾するものであるが、その矛盾を認識することこそ憲法上の問題点の原因を理解する鍵になる、とする。
大西は戦前から日本国憲法制定後も一貫して国家緊急権の研究を行った。大西は国家緊急権を憲法上の制度化された国家緊急権と憲法制定権力と結びつき前憲法的な性質を有する国家非常権の2つの概念に区別し、立憲主義的憲法に明文化されている国家緊急権は前者であり、帝国憲法31条の非常大権も前者であることを主張した。同じく森口門下であり同僚であった黒田覚が非常大権によって帝国憲法第2章に定められた規定以外をも侵害できるとしたのに対し、大西は非常大権の効力の制限を主張した。そして、大西は日本国憲法制定後において、国家緊急権を制度化し限界を確定する必要があるとの見地から、国家緊急権を明文化するため憲法改正を主張した。大西は、憲法上の国家緊急権は以下の5要件を制度として最低限備えなければならないとする。①国家緊急権の条件および効果は憲法もしくは法律で定められなければならない。②緊急権の発動の決定権は議会に留保されなければならない。③緊急権の終期はその発動の際に明定されるべきである。④緊急権の効力は必要最小限を超えてはならず、また永久的であってはならない。⑤緊急権の行使についての責任を追及する制度を設けなければならない。このような大西の考えは日本国憲法に国家緊急権の制度が欠落しているという考えの標準的地位にあるとされる。

## 著作
- 『常設委員会制度』有斐閣、1939年
- 『現代ドイツ法哲学』有斐閣、1942年（カール・ラーレンツ原著、伊藤満共訳）
- 『新法學の課題：國防國家と法秩序』日本評論社、1942年（佐藤功共編）
- 『憲法講義案』有斐閣、1942年
- 『国家と法律学』秋田屋、1943年
- 『憲法講義』法律文化社、1952年
- 『総合判例研究叢書 憲法 (1)～(4)』有斐閣、1958-1960年（大隅健一郎、佐伯千仭編）
- 『憲法要論』有斐閣、1964年
- 『法学ノート』法律文化社、1965年
- 『憲法概説』有斐閣、1968年（大西芳雄編集、共同執筆者として阿部照哉、覚道豊治、山下健次、山本浩三、横川博）
- 『行政救済の諸問題：渡辺宗太郎先生古稀記念論文集』有信堂、1970年（大西芳雄編）
- 『憲法と基礎理論』有斐閣、1975年
- 『憲法と行政訴訟』有斐閣、1977年